# Władcy marionetek (film)
Władcy marionetek – amerykański horror SF z 1994 roku na podstawie powieści pod tym samym tytułem Roberta Heinleina.

## Główne role
- Donald Sutherland – Andrew Nivens
- Eric Thal – Sam Nivens
- Julie Warner – Mary Sefton
- Keith David – Alex Holland
- Will Patton – Dr Graves
- Richard Belzer – Jarvis
- Tom Mason – Prezydent Douglas
- Yaphet Kotto – Ressler
- Gerry Bamman – Viscott
- Sam Anderson – Culbertson